# Новики (Московская область)
Новики — деревня в Серпуховском районе Московской области. Входит в состав Дашковского сельского поселения (до 29 ноября 2006 года входила в состав Калиновского сельского округа).

## Население
| 2002 | 2006 | 2010 | 2015 |
| ---- | ---- | ---- | ---- |
| 13   | ↗18  | ↗20  | ↘18  |

## География
Новики расположены примерно в 12 км (по шоссе) на запад от Серпухова, на реке Сухменка, левом притоке реки Оки, высота центра деревни над уровнем моря — 141 м.
По территории деревни проходит ускоритель.